# VirtuSphere

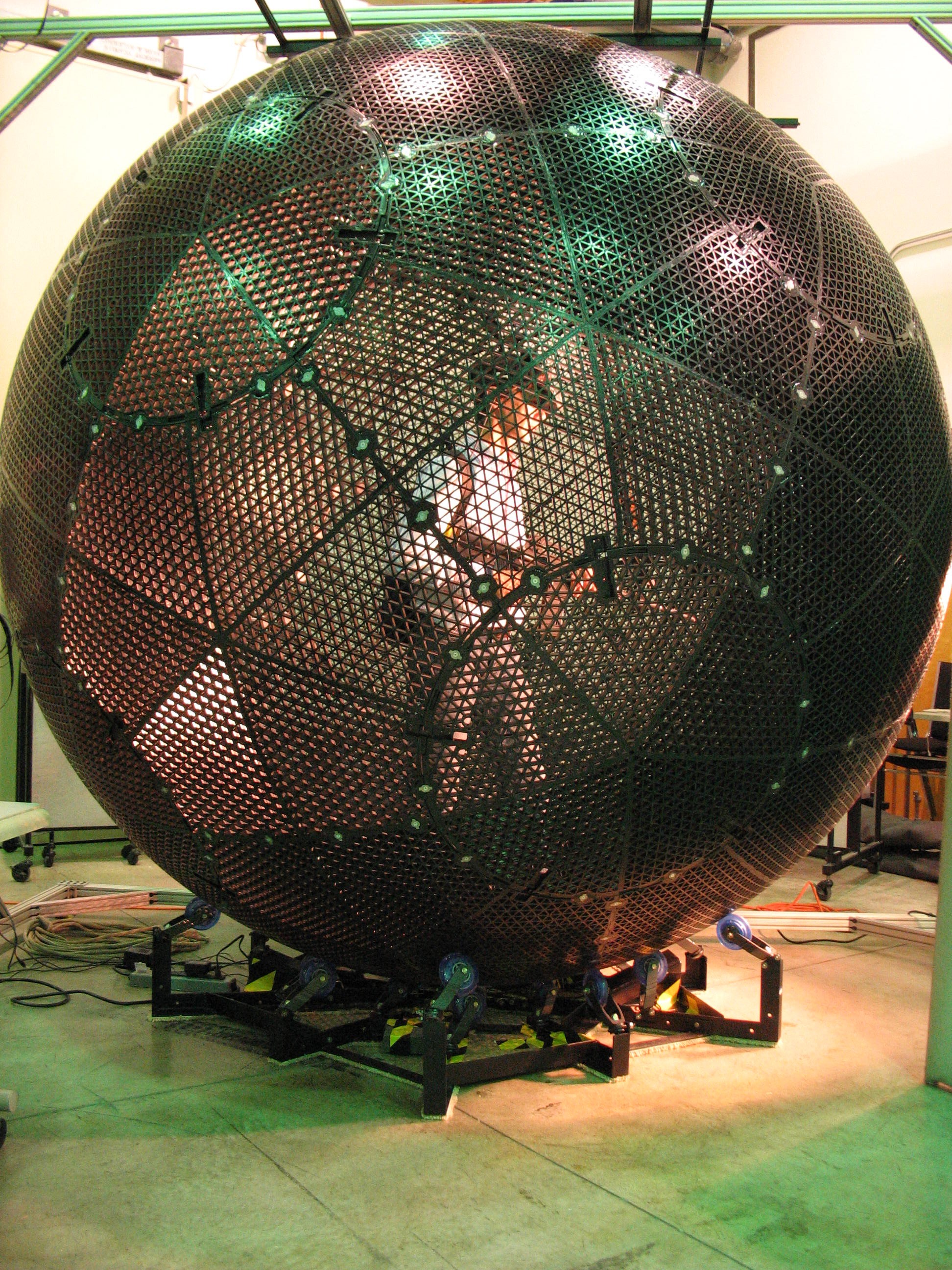
Використання симулятора VirtuSphere

VirtuSphere — пристрій віртуальної реальності. Виходячи з назви, він являє собою сферу-симулятор віртуального світу, котра обертається під час ходьби користувача, надаючи необмежену площину для пересування. Безпровідні шоломи-дисплеї з гіроскопами відстежують рухи голови користувача і відображають віртуальный світ. VirtuSphere можна використати з різною метою, зокрема й для фізичних вправ, відеоігр, військової підготовки та віртуальних турів музеями.
VirtuSphere створили Рей і Нурулла Латипові, котрі заснували компанію VirtuSphere Inc у Редмонді, штат Вашингтон[прояснити].
VirtuSphere, розроблена Lockheed Martin як симулятор з оператором для тестової групи військових «Mounted Warfare TestBed» (MWTB), перебуває у Форт Ноксі. Тренажер складається зі сфери, пари інфрачервоних мишей для відстежування рухів сфери, датчиків положення від «InterSense» на голові користувача, зброї, комп'ютера, що обслуговує симулятор, ноутбука з генератором віртуальності, відео-окулярів для користувача. Всі частини поєднані бездротовим зв'язком .
За допомогою цього симулятора, користувач може взаємодіяти з іншими модельованими сутностями: окремо керованими тренажерами як «Advanced Concepts Research Tool» (ACRT) чи силами, комп'ютерно-згенерованими системами, подібними до OneSAF. Симулятор використовується «MWTB» для експериментів, які розглядають майбутні системи озброєння і тактики, і для оцінки дій солдатів.